# 坑口站 (广州市)
坑口站是广州地铁1号线的一个车站，1997年随广州地铁首段通车而正式启用，车站位於中国广东省广州市荔湾区花地大道中龙溪大道路口西侧，龍溪立交西北角之地块。
本站設有路軌通往南側的西塱車輛段。另外，本站与西塱站同属广州地铁1号线的两个地面车站。

## 车站结构

### 车站楼层
坑口站共有两層，地面為1號線站台層；地上二層為1號線站廳；车站周边为花地大道中、龙溪大道、东漖南路、荔胜广场以及芳村客运站等周边建筑。
| 地上二层 | 站廳     | 售票機、客服中心、商店、警务室、安检设施 |          |          |
| 地面     | 侧式站台 | 侧式站台                                 | 侧式站台 | 侧式站台 |
|          | 2 站台   | █1号线 西塱方向（下站：西塱）            |          |          |
|          | 1 站台   | █1号线 广州东站方向（下站：花地灣）      |          |          |
|          | 侧式站台 |                                          |          |          |

### 站厅

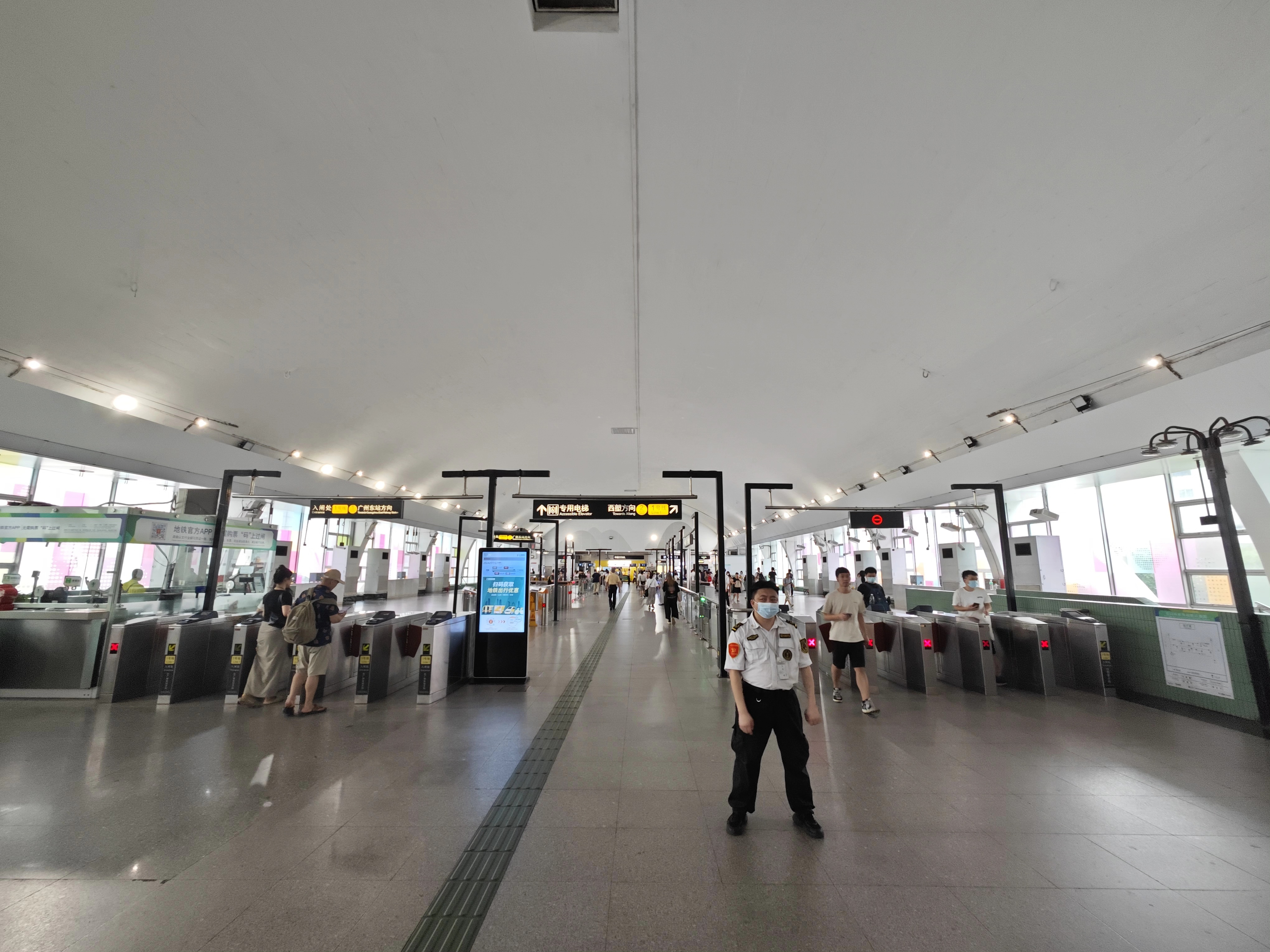
站廳

坑口站站廳位于地上二层，站厅采用敞开式设计，顶部為圓拱型。站厅設有售票機及客務中心。
为方便行人进出，坑口站站厅中间东西两侧被划分为独立的收费区，分別連接兩個側式月台，且兩者不能连通，因此进错方向的乘客则需要向工作人员寻求協助，或前往花地湾站以及西塱站换乘相反方向列车。站厅收费区范围均设有多组扶手电梯以及楼梯供乘客来往不同方向的月台。由于連接站台與站廳的2个专用电梯位于站廳的升降机门均位于站厅南侧的非付费区，乘客使用则需要向車站工作人员求助以便協助使用。
現時本站站厅设有便利店、麵包糕餅店、鸭脖店、理发店等商店，以及自動售賣機、自助充值/售卡机等设施。

### 月台

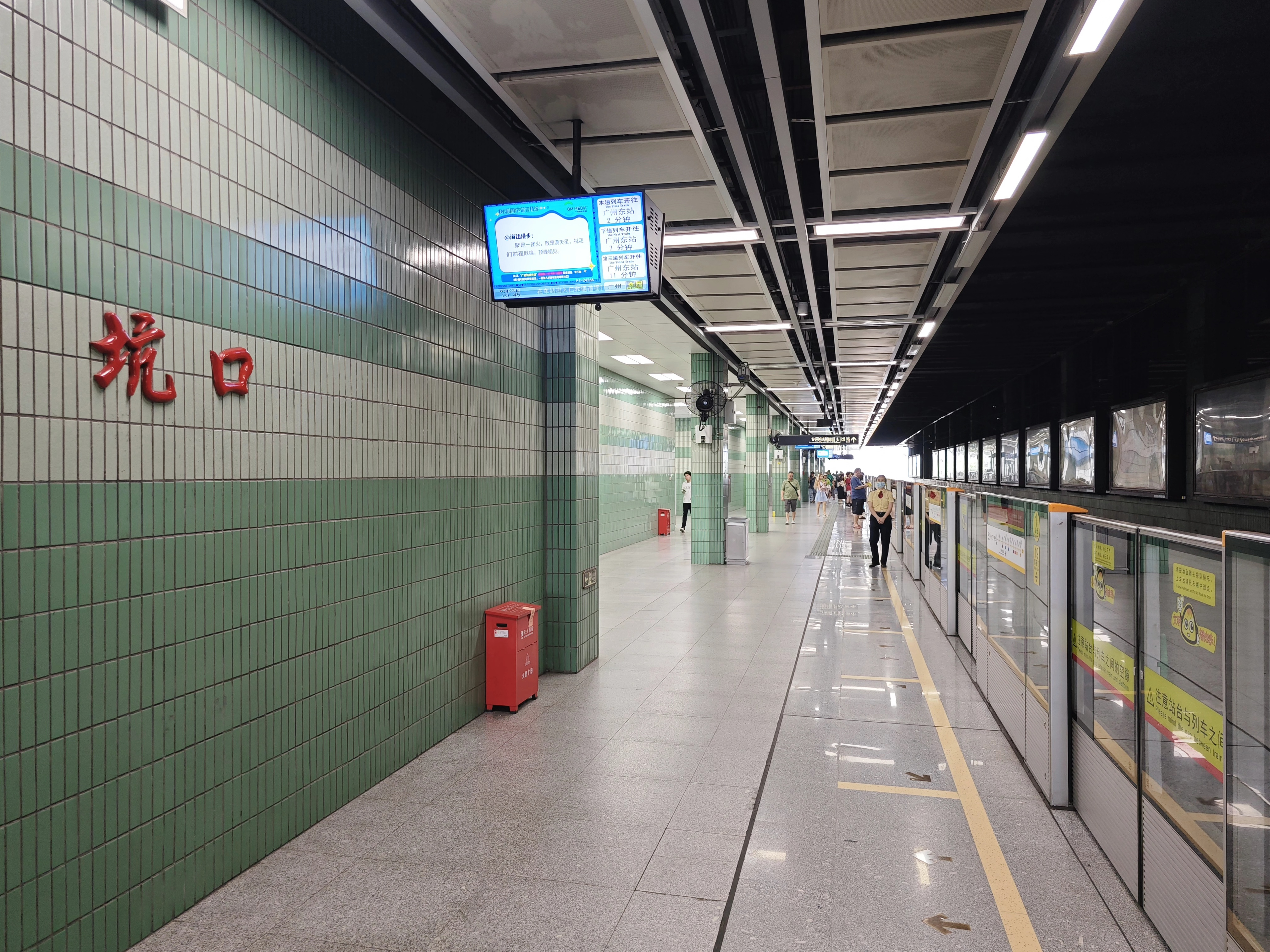
1号站台

坑口站設有兩個側式月台，位於花地大道中西側的地面。
另外，本站南端设置一条单渡线，配合本站南行方向路軌西侧设置的來往西塱车辆段的出入段线，以方便列車在有需要時进行出入段或者其它状况下的車務調動使用。

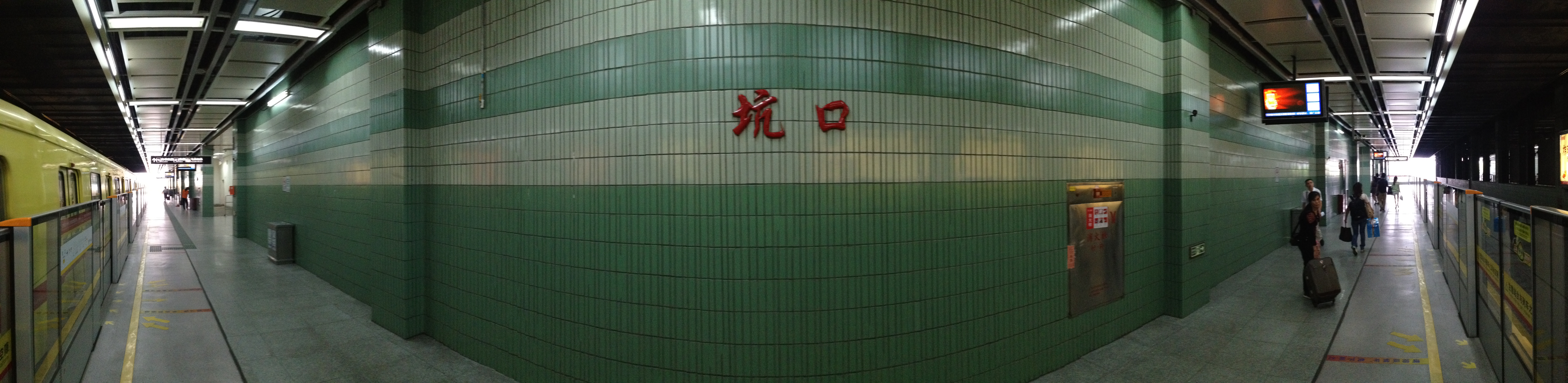
月台全景图（西塱方向，摄于2014年9月）

### 出入口
坑口站共设有4个出入口，2个设于花地大道端，另外2个设于东漖南路端。
A、B出入口一侧的地块原本用于停车场以及往佛山南海方向的巴士总站，同时A出入口设有两组扶手电梯以连接地面。后来该地块被地铁公司建设为大型物业，为配合施工需要，B出入口曾于2014年4月21日零时起封闭，以进行施工区域的人行过街天桥拆卸工程，直到5月1日B出入口重新启用。而A出入口在2014年5月4日起封闭，以配合荔胜广场的建設。
2016年12月3日起至2017年8月，因应D出入口旁的楼梯改造成扶手电梯，本站D出入口旁边的升降直梯暂时停用。2017年9月1日，D出入口上行自动扶梯正式投入使用。
|                                   |                                      |      |            |                                                                                      |
| 編號                              | 设施                                 | 照片 | 出口指示   | 建議前往的目的地                                                                     |
| A                                 |                                      |      | 花地大道中 | 金道花园、荔胜广场、坑口地铁站公交总站                                               |
| B                                 | 盲道标志                             |      | 花地大道中 | 芳村客运站、荔胜广场、芳村客运站公交车站                                             |
| C                                 |                                      |      | 浣南东街   | 龙溪大道、东漖南路、广州市荔湾区妇幼保健院、地铁坑口站（芳村客运站）公交车站（南行） |
| D                                 | 盲道标志 · 升降机标志 · 扶手电梯标志 |      | 浣南东街   | 龙溪大道、东漖南路、廣東實驗中學、地铁坑口站（芳村客运站）公交车站（北行）           |
| 註： 設有 \| 設有 \| 設有扶手電梯 |                                      |      |            |                                                                                      |

## 接駁交通
| 编号 | 编号    | 线路                   | 线路 | 线路                       | 收费 | 备注            |
| ---- | ------- | ---------------------- | ---- | -------------------------- | ---- | --------------- |
|      | 69      | 赤岗大塘               | ⇆    | 汾水小区                   | 2元  |                 |
|      | 70      | 沥滘                   | ⇆    | 水秀一路                   | 2元  |                 |
|      | 71      | 芳村西塱               | ⇆    | 同德围（阳光花园）         | 2元  |                 |
|      | 91      | 南方茶叶市场           | ⇆    | 珠光路                     | 2元  |                 |
|      | 217     | 广卫路                 | ⇆    | 芳村西塱                   | 2元  |                 |
|      | 222     | 芳村丰年路（黄大仙祠） | ⇆    | 五羊邨                     | 2元  |                 |
|      | 广277   | （广州）西塱社区       | ⇆    | （佛山）沙面新城           | 2元  |                 |
|      | 525     | 海中村                 | ⇆    | 芳村葵蓬（嵘都花园）       | 2元  |                 |
|      | 552     | 站南路                 | ⇆    | 坑口地铁站                 | 2元  |                 |
|      | 广565   | （广州）瑞宝乡         | ⇆    | （佛山）穗盐路（雍景豪园） | 2元  |                 |
|      | 夜44    | 海珠客运站             | ⇆    | 桥中                       | 3元  | 208路附属线路   |
|      | 广夜103 | 地铁江泰路站           | ⇆    | （佛山）穗盐路（雍景豪园） | 3元  | 广565路附属线路 |

| 编号 | 编号    | 线路                                 | 线路 | 线路                     | 收费 | 备注                                                               |
| ---- | ------- | ------------------------------------ | ---- | ------------------------ | ---- | ------------------------------------------------------------------ |
|      | 70      | 沥滘                                 | ⇆    | 水秀一路                 | 2元  |                                                                    |
|      | 74      | 水秀一路                             | ⇆    | 动物园（先烈中路）       | 2元  |                                                                    |
|      | 207     | 广州花卉博览园（东西部扶贫交易市场） | ⇆    | 恒宝广场                 | 2元  |                                                                    |
|      | 广412   | （佛山）沙仔围（中海锦城）           | ↺    | （广州）康乃馨花园       | 2元  |                                                                    |
|      | 487     | 白鹤沙                               | ⇆    | 凤凰岗                   | 2元  |                                                                    |
|      | 552     | 站南路                               | ⇆    | 坑口地铁站               | 2元  |                                                                    |
|      | 782A    | 芳村码头（信义路）                   | ↺    | 芳村码头（信义路）       | 2元  | 经坑口地铁站                                                       |
|      | 838     | 龙溪村委                             | ⇆    | 南方茶叶市场             | 2元  |                                                                    |
|      | 839     | 广州白云站                           | ⇆    | 芳和花园                 | 2元  |                                                                    |
|      | 962     | 龙溪大道（广中医三院）               | ↻    | 坑口地铁站（芳村客运站） | 2元  |                                                                    |
|      | 966     | 水秀二路（隽泷湾）                   | ↻    | 下芳村                   | 2元  |                                                                    |
|      | 990     | 江北路                               | ⇆    | 五眼桥（岭南花卉市场）   | 2元  |                                                                    |
|      | 夜1     | 芳村花园南门                         | ⇆    | 东山（署前路）           | 3元  | 芳村花园方向经经康乃馨花园，东山（署前路）方向经东漖镇 1路附属线路 |
|      | 广夜111 | （佛山）沙仔围（中海锦城）           | ⇆    | （广州）芳村客运站       | 3元  | 412路附属线路                                                      |

| 编号 | 编号  | 线路               | 线路 | 线路               | 收费  | 备注           |
| ---- | ----- | ------------------ | ---- | ------------------ | ----- | -------------- |
|      | 181   | 景泰坑             | ⇆    | 坑口地铁站         | 3元   |                |
|      | 广419 | （广州）滘口客运站 | ⇆    | （广州）坑口地铁站 | 2元   | 经佛山市南海区 |
|      | 552   | 站南路             | ⇆    | 坑口地铁站         | 2元   |                |
|      | 769   | 坑口地铁站         | ⇆    | 地铁南浦站         | 2–3元 |                |

| 编号             | 编号    | 线路                     | 线路                 | 线路               | 收费 | 备注    |
| ---------------- | ------- | ------------------------ | -------------------- | ------------------ | ---- | ------- |
|                  | 佛232   | （佛山）千灯湖公交总站   | ⇆                    | （广州）芳村客运站 | 2元  |         |
|                  | 佛244   | （佛山）官窑车站         | ⇆                    | （广州）芳村客运站 | 4元  |         |
|                  | 佛278   | （佛山）狮山海逸桃源花园 | ⇆                    | （广州）芳村客运站 | 4元  |         |
|                  | 佛桂23  | （佛山）惠云园公交首末站 | ⇆                    | （广州）芳村客运站 | 2元  | 原 232B |
|                  | 佛沥17B | （佛山）珑耀华府         | 全程 ⇆               | （广州）芳村客运站 | 2元  |         |
| （佛山）河东社区 | 佛沥17B | 短线 ↺                   | （广州）花地湾地铁站 |                    | 2元  |         |

## 利用情况
坑口站西面为东漖村以及芳和花園等住宅小区，东面則为芳村客運站。本站客流以來往客運站的旅客為主，故会有不少乘客攜帶大量行李物品进站。因此本站的常规客流平日属中等偏上，早晚高峰时期及假期会稍为拥挤。

## 历史
坑口站最早出現在1988年的地下鐵道路網規劃中，為當時第一期建設的1號線的中途站。1993年12月28日，一號綫正式動工。1997年6月28日，本站作為1號線首批車站（西朗至黃沙）啟用。
2005年，地鐵公司因考慮月台乘客安全和節省能源，決定為營運中的1號線全線加裝月台幕門、半高式安全門，並展開月台風道及管線改造工程。2009年1月，本站的半高式安全门投入使用，为广州地铁首个安装此系统的车站。
2014年9月，6号线三个高架车站先行加装喷雾风扇之后效果良好，地铁公司遂决定在现有12个地面/高架车站（包括本站在内）加装207台喷雾风扇。目前位于本站站台处的喷雾风扇已经装设到位。
地铁坑口站自1997年开通以来，D出入口一直没有任何无障碍设施，给残疾人出入地铁站造成不便。一位姓杨的乘客建议铺设斜坡以方便残疾人、老年人以及携带大件行李者进出地铁。地铁公司收到信息反馈后，在该出口加建了一条无障碍设施坡道，该坡道于2014年12月16日正式投入使用。为进一步方便乘客出行（主要为芳村花园、芳和花园的乘客以及附近学校的学生），坑口地铁站D口于2016年12月至2017年8月期间加装自动扶梯。该自动扶梯于2017年9月1日投入使用。由于車站结构限制，为了安装自动扶梯，原本D出入口楼梯的宽度有所缩减。
2021年5月29日起，为配合疫情防控措施，本站的所有出入口改为只出不进，乘客不可从车站外进入本站，但仍可离开本站；2021年6月7日起，本站停止对外运营服务，列车行经本站时不停站通过。2021年6月24日下午，因应芳村片区恢复对外人员和交通通行，本站恢复使用。
2022年，坑口站在原设计的基础上、以新线标准为技术参考，对车站天、地、墙等设备设施硬件质量的修缮提升。翻新工程包括站台门前旧绝缘层的“明敷式橡胶”改为暗敷式，站厅穹顶改成白色，站厅还设置8台索诺克投影仪。站厅内墙面用白色铝板封闭原批荡墙体及黑色大理石，站厅窗户部分更换了窗框和玻璃，车站外墙重新涂刷。车站设备区改造包括车控室、站长室、设备区通道墙面重新铺瓷砖，设备区残旧门体进行彻底更换、油漆统一翻新色调；积极贯彻落实厕所革命，对男、女洗手间整体装修翻新，增加换气、干手新设备，摆放绿植点缀美化环境；对坑口站办公区域、更衣室更换新节能空调、墙面粉刷、门禁改造；并使用亚克力板进行设备区通道墙面装饰。